# Nostalgia (singel)
Nostalgia – singel polskiego rapera Taco Hemingwaya, promujący minialbum zatytułowany Szprycer. Wydawnictwo, w formie digital download ukazało się 30 lipca 2017 roku nakładem Taco Corp. Tekst utworu został napisany przez Filipa Szcześniaka.

## Nagrywanie
Utwór wyprodukowany przez Rumaka został zarejestrowany w Studio Nagrywarka. W utworze wykorzystane są  sample z utworu „Robot Rock” w wykonaniu duetu Daft Punk. Kompozycja była promowana teledyskiem, wyprodukowanym przez Kriskeja, za reżyserię odpowiedzialni są Łukasz Partyka i studio Syrena Warszawa. Teledysk został nakręcony w dwa dni, w kilku dzielnicach Warszawy. Na klipie możemy ujrzeć samochód Citroen XM, było to wymarzone auto rapera w 2009 roku.

## Przyjęcie
Utwór został słabo przyjęty przez krytyków muzycznych. Według Rafała Samborskiego utwór strasznie usypia i brakuje mu innowacyjności. Zwraca również uwagę na słabe flow i brak dobrego tempa. Z kolei Marcin Flint narzeka na mało oryginalne i przewidywalne akcentowanie w piosence. Piotr „Splin” Zdziarstek, komik i dziennikarz hiphopowy, skomentował utwór słowami „Frytki na mokrej ulicy. Białe wino z Tesco. Uciekanie przed Strażą Miejską. I oczywiście miałem parę dziewczyn na ulicy Koziej. Taco Hemingway sparodiował całą twórczość Taco Hemingwaya w jednym utworze”. Pomimo nie przychylnych ocen, utwór zebrał prawie 40 milionów wyświetleń w serwisie Youtube oraz był grany w kilku radiach w kraju.

## Lista utworów
Opracowano na podstawie materiału źródłowego.
1. „Nostalgia” (produkcja: Rumak) - 3:49

## Nagrody i wyróżnienia
| Rok  | Kategoria                      | Nagroda | Rezultat  |
| ---- | ------------------------------ | ------- | --------- |
| 2017 | 10 najlepszych polskich singli | Newonce | Nominacja |

## Notowania
| Autor              | Notowanie          | Najwyższa pozycja |
| ------------------ | ------------------ | ----------------- |
| ArtRadio Bogatynia | Lista przebojów    | 2                 |
| Radio Poznań       | Lista przebojów    | 10                |
| Radio UWM FM       | Lista przebojów    | 45                |
| Tidal              | Charts             | 1                 |
| Polskie Radio RDC  | Parada przebojów   | 2                 |
| Spotify            | Spotify Chart Week | 1                 |

## Personel
Opracowano na podstawie materiału źródłowego.
| - Filip Szcześniak – słowa, rap, śpiew - Maciej Ruszecki – produkcja muzyczna, muzyka - Rafał Smoleń – realizacja nagrań, miksowanie, mastering |